# دريجة متموجة
دريجة متموجة أو دريجة عصوية (الاسم العلمي: Aphriza virgata) (بالإنجليزية: Surfbird)‏ هو نوع من الطيور يتبع جنس الدريجة راكبة الموج من فصيلة دجاج الارض.